# Jéssica Augusto

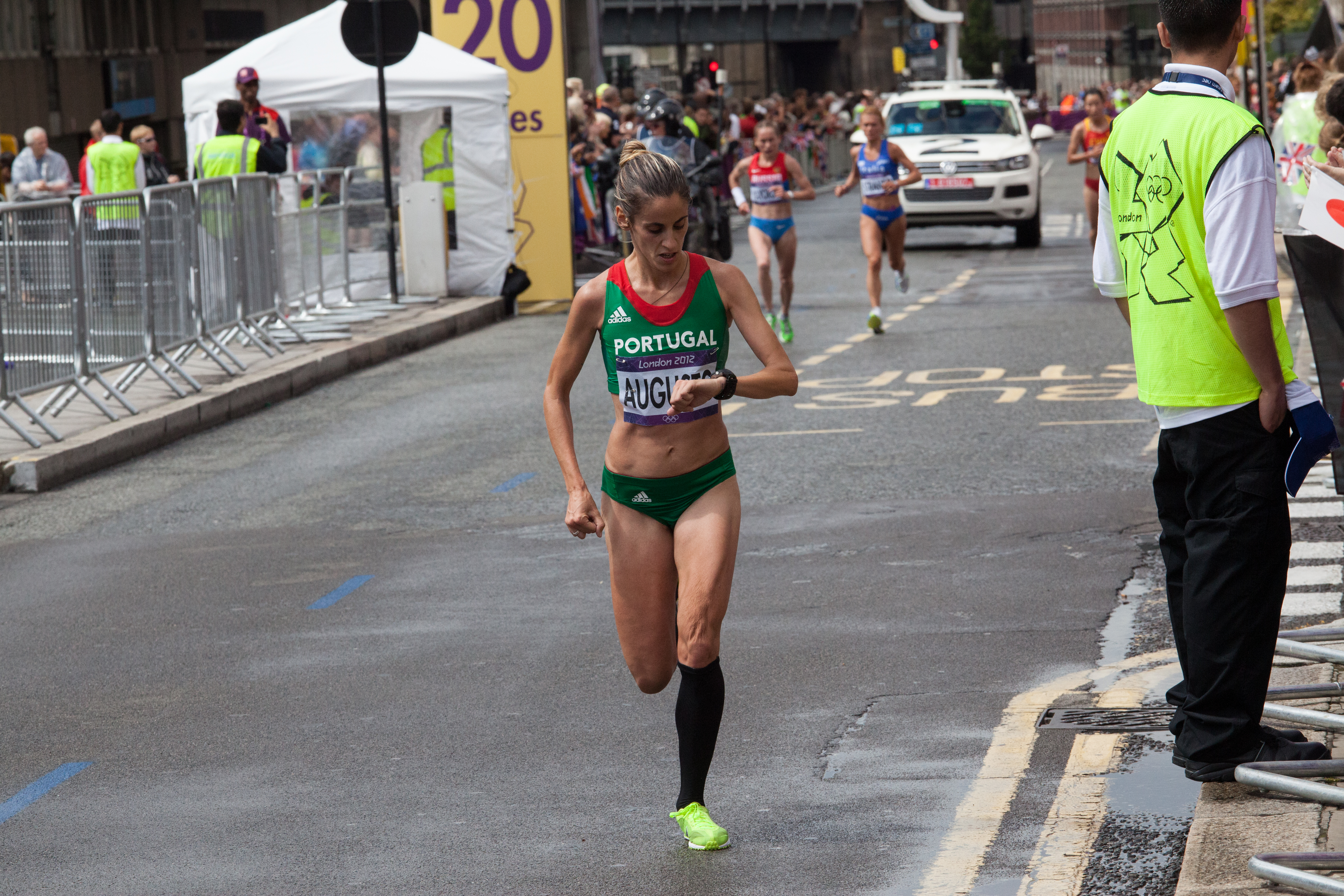
Jéssica Augusto tijdens de marathon op de OS van 2012, Londen.

Jéssica de Barros Augusto  (Parijs, 8 november 1981) is een Portugese atlete, die is gespecialiseerd in de middellange en lange afstanden. Driemaal nam ze deel aan de Olympische Spelen, maar bleef medailleloos.

## Biografie

### Jeugd en start carrière
De in Parijs geboren Jéssica Augusto was de kleindochter van emigranten. Toen zij zes jaar oud was, keerden haar ouders terug naar Portugal en vestigden zich in Braga. Haar belangstelling voor de atletieksport ontstond, toen zij als tienjarige de beelden op televisie zag van de Olympische Spelen van 1992 in Barcelona. Vier jaar later was de triomf van haar landgenote Fernanda Ribeiro op de 10.000 m tijdens de Olympische Spelen in Atlanta voor haar de directe aanleiding om zich aan te melden bij Sporting Clube de Braga.
Haar eerste prestatie van formaat leverde Augusto vervolgens in 2000, toen zij aan het eind van dat jaar bij de Europese kampioenschappen veldlopen in het Zweedse Malmö kampioene werd bij de junioren. In de twee voorafgaande jaren had zij ook al deelgenomen aan dit toernooi, waarin zij toen respectievelijk als twaalfde en als achtste was geëindigd, terwijl ze aan het begin van 2000 bij de wereldkampioenschappen veldlopen in eigen land, Vilamoura, op het 6 km lange traject had gedebuteerd met een 32-ste plaats. In 2000 nam Augusta op de baan deel aan de wereldkampioenschappen voor junioren in Santiago, Chili. In de finale van de 1500 m haalde zij er de finish niet, op de 3000 m werd zij echter achtste.
In de jaren die volgden kon Augusto op internationaal niveau nog niet echt een vuist maken. Op de Europese kampioenschappen voor atleten onder 23 jaar (U23) van 2001 in Amsterdam eindigde de Portugese op de 1500 m als tiende, terwijl zij twee jaar later op ditzelfde toernooi in het Poolse Bydgoszcz op de 5000 m de strijd voortijdig moest staken.

### Eerste internationale seniorenresultaten
Haar eerste grote succes boekte Jéssica Augusto in 2004 op de Ibero-Amerikaanse kampioenschappen in Huelva. Terwijl Fernanda Ribeiro, de vrouw die haar had geïnspireerd om aan atletiek te gaan doen, de 5000 m voor haar rekening nam, zegevierde Augusto op de 3000 m. In datzelfde jaar maakte zij haar debuut op een mondiaal seniorentoernooi, de wereldkampioenschappen in Helsinki, waar ze als laatste eindigde in haar reeks van de 5000 m. Twee jaar later haalde ze tijdens de WK van 2007 op diezelfde afstand de finale wel en eindigde ze als vijftiende.
De 3000 en 5000 m bleken de afstanden waarop zij op de baan de meeste successen behaalde, want nadat zij in 2006 haar Ibero-Amerikaanse titel op de 3000 m had geprolongeerd, werd zij een jaar later kampioene op de 5000 m op de universiade in Bangkok in 15.28,78, een kampioenschapsrecord.
In 2008 veroverde de Portugese de zilveren medaille op de EK veldlopen en werd ze achtste op de 3000 m tijdens de wereldindoorkampioenschappen in Valencia. Op de Olympische Spelen van 2008 in Peking nam Augusto deel aan de 3000 m steeple en de 5000 m. Op beide onderdelen werd ze uitgeschakeld in de reeksen.

### EK-successen
In 2009 nam Augusto deel aan een viertal internationale kampioenschappen. Ze begon in maart met de Europese indoorkampioenschappen in Turijn, waar zij op de 3000 m elfde werd. Jaren later werd deze klassering veranderd in een tiende plaats door de diskwalificatie vanwege een overtreding van het dopingreglement van de aanvankelijke winnares Anna Alminova. Vervolgens won zij in juli de 1500 m op de eens in de vier jaar te houden Portugeestalige Spelen, die ditmaal in Lissabon plaatsvonden. Een maand later volgden de WK in Berlijn, waar zij uitkwam op de 3000 m steeple. Opnieuw werd het, net als in Turijn, in eerste instantie een elfde plaats en opnieuw werd die klassering jaren later gecorrigeerd in een tiende, ditmaal door de diskwalificatie wegens een dopingovertreding van de Spaanse winnares Marta Domínguez. Na een overwinning in de Great North Run in Noord-Engeland in september eindigde Augusto het jaar met een vierde plaats op de EK veldlopen in het Ierse Dublin, waarmee zij als beste Portugese het vrouwenteam in het landenklassement naar een overwinning en een gouden medaille leidde.
In 2010 nam Augusto deel aan de Europese kampioenschappen in Barcelona, waar ze in de finale van 5000 m als vierde net buiten het erepodium eindigde. Begin 2013 raakte echter bekend dat de winnares van deze finale, Alemitu Bekele, betrapt was op het gebruik van doping en was geschrapt uit de uitslag van de EK. Zo verkreeg Augusto alsnog de bronzen medaille. In de finale van de 10.000 m veroverde Augusto de zilveren medaille. Later dat jaar werd zij Europees kampioene in het veldlopen.

### Marathon op Olympische Spelen
In 2011 werd Augusto tiende in de finale van de 10.000 m op de WK in Daegu. In 2012 kwalificeerde ze zich een tweede keer voor de Olympische Spelen. In Londen werd Augusto zevende op de marathon.

## Titels
- Europees kampioene veldlopen - 2010
- Universitair kampioene 5000 m - 2007
- Ibero-Amerikaans kampioene 3000 m - 2004, 2006, 2010
- Portugeestalige Spelen kampioene 1500 m - 2009
- Portugees kampioene 1500 m - 2007, 2011
- Portugees kampioene 5000 m - 2006
- Portugees indoorkampioene 1500 m - 2001, 2002, 2005, 2008, 2010
- Portugees indoorkampioene 3000 m - 2002, 2006
- Portugees kampioene veldlopen - 2006, 2007, 2008
- Europees juniorkampioene veldlopen - 2000

## Persoonlijke records
Outdoor
| Onderdeel      | Prestatie    | Datum             | Plaats       |
| -------------- | ------------ | ----------------- | ------------ |
| 800 m          | 2.10,59      | 2001              |              |
| 1000 m         | 2.49,50      | 2001              |              |
| 1500 m         | 4.08,32      | 5 juni 2010       | San Fernando |
| 1 Eng. mijl    | 4.42,15      | 27 april 1999     | Leiria       |
| 3000 m         | 8.41,53      | 25 juli 2007      | Monaco       |
| 2 Eng. mijl    | 9.22,89 (NR) | 14 september 2007 | Brussel      |
| 5000 m         | 14.37,07     | 16 juli 2010      | Parijs       |
| 10.000 m       | 31.19,15     | 27 mei 2010       | Ostrava      |
| 3000 m steeple | 9.18,54 (NR) | 9 juni 2010       | Huelva       |

Weg
| Onderdeel      | Prestatie | Datum            | Plaats           |
| -------------- | --------- | ---------------- | ---------------- |
| 10 km          | 31.47     | 16 mei 2010      | Manchester       |
| 15 km          | 48.40     | 20 januari 2008  | Viana do Castelo |
| 20 km          | 1:09.21   | 20 oktober 2005  | Almeirim         |
| halve marathon | 1:09.10   | 27 februari 2011 | Ostia            |
| 30 km          | 1:41.373  | 17 april 2011    | Londen           |
| marathon       | 2:24.25   | 13 april 2014    | Londen           |

Indoor
| Afstand     | Prestatie    | Datum            | Plaats     |
| ----------- | ------------ | ---------------- | ---------- |
| 800 m       | 2.07,97      | 27 januari 2002  | Espinho    |
| 1500 m      | 4.07,89      | 27 februari 2010 | Espinho    |
| 1 Eng. mijl | 4.32,48      | 8 februari 2009  | Gent       |
| 3000 m      | 8.42,20      | 20 februari 2010 | Birmingham |
| 2 Eng. mijl | 9.19,39 (NR) | 20 februari 2010 | Birmingham |

## Palmares

### 1500 m
- 2000: DNF WK U20 te Santiago (in serie 4.24,15)
- 2001:  Portugese indoorkamp. - 4.20,61
- 2001: 10e EK U23 te Amsterdam - 4.17,27
- 2002:  Portugese indoorkamp. - 4.17,40
- 2004:  Ibero-Amerikaanse kamp. - 4.18,14
- 2005:  Portugese indoorkamp. - 4.16,83
- 2009:  Portugeestalige Spelen te Lissabon - 4.15,86
- 2010:  Ibero-Amerikaanse kamp. - 4.08,32

### 3000 m
- 2000: 8e WK U20 - 9.33,37
- 2002:  Portugese indoorkamp. - 8.59,44
- 2003:  Lissabon - 9.06,76
- 2004:  European Cup First League- Group B in Istanbul - 9.07,17
- 2004:  Ibero-Amerikaanse kamp. in Huelva - 9.02,36
- 2005: 4e Europacup B in Leiria - 9.11,58
- 2006:  Portugese indoorkamp. - 9.07,65
- 2006:  Ibero-Amerikaanse kamp. in Ponce - 9.06,74
- 2006:  Europacup B in Thessaloniki - 9.15,35
- 2007: 4e Europacup B in Milaan - 9.09,12
- 2007: 4e Norwich Union British Grand Prix in Sheffield - 8.50,92
- 2007: 6e IAAF Wereldatletiekfinale - 8.56,65
- 2008: 8e WK indoor - 8.49,79
- 2008:  Europacup A in Leiria - 9.01,96
- 2009: 10e EK indoor - 9.04,49
- 2010: 7e WK indoor - 9.01,71 (na DQ Bekele)
- 2010:  Ibero-Amerikaanse kamp. in San Fernando - 8.46,59
- 2011:  Gran Premio de Atletismo Ciudad de Vigo - 9.05,23
- 2013: 5e EK team in Dublin - 9.25,44

### 5000 m
- 2003: DNF EK U23 te Bydgoszcz
- 2005: 15e in serie WK - 16.23,66
- 2006:  Portugese kamp. - 15.37,55
- 2006: 5e Meeting Ciudad de Aviles - 15.54,10
- 2006:  International Meeting in Bilbao - 15.43,3
- 2006:  Portugese kamp. in Guarda - 15.37,55
- 2007:  Europacup B in Milaan - 15.43,39
- 2007:  Universiade in Bangkok - 15.28,78
- 2007:  Golden Gala in Rome - 14.56,39
- 2007: 15e WK - 15.24,93
- 2008: 14e serie OS - 16.05,71
- 2010: 5e Meeting Areva in Parijs - 14.37,07
- 2010:  EK - 14.58,47

### 10.000 m
- 2010:  Zlata Tetra- Golden Spike in Ostrava - 31.19,15
- 2010:  EK - 31.25,77
- 2011: 10e WK - 32.06,68
- 2014:  Trofeo Iberico in Lissabon - 31.57,02
- 2014:  Europacup in Skopje - 31.55,56

### 3000 m steeple
- 2008: 5e in serie OS - 9.30,23
- 2009: 10e WK - 9.25,25 (na DQ Marta Domínguez)

### 5 km
- 2001: 4e Corta Mato Cidade de Amora - 17.08
- 2009: 5e Österreichischer Frauenlauf in Wenen - 16.45,6
- 2011:  Österreichischer Frauenlauf in Wenen - 15.52,4
- 2013:  Österreichischer Frauenlauf in Wenen - 16.08,5

### 10 km
- 2003:  Carrera Popular de Negreira - 34.51
- 2004:  São Silvestre da Amadora - 32.32
- 2005:  Great Caledonian Run in Edinburgh - 33.24
- 2005:  São Silvestre da Amadora - 33.33
- 2006:  São Silvestre da Amadora - 32.39
- 2007: 4e Great Edinburgh Run - 33.39
- 2007:  São Silvestre do Porto - 33.20
- 2008: 4e Great Edinburgh Run - 33.58
- 2009:  Nike Cursa de Bombers in Barcelona - 32.53
- 2010:  Nike Cursa de Bombers in Barcelona - 32.08
- 2010: 4e Great Edinburgh Run - 32.32
- 2010:  Great Manchester Run - 31.47
- 2010:  Corrida de Tejo in Alges - 33.27
- 2010:  San Silvestre Vallecana in Madrid - 31.59
- 2012:  Corrida do Tejo in Oeiras, - 34.09
- 2013:  São Silvestre de Lisboa in Lissabon - 32.43
- 2013: 5e San Silvestre Vallecana in Madrid - 32.58
- 2014:  Grande Prémio São Pedro in Povoa de Varzim - 32.03
- 2014:  Paris Centre in Parijs - 33.10

### 15 km
- 2004:  European Interclub Championships for Women in Melfi - 51.12
- 2006:  Women's European Clubs Cup in Melfi - 50.34
- 2007:  Women's European Clubs Cup in Moskou - 48.21

### 10 Eng. mijl
- 2004:  Great South Run - 53.17
- 2007: 5e Great South Run - 55.45
- 2008:  Great South Run - 53.15

### 20 km
- 2005:  Portugese kamp. in Almeirim - 1:09.21

### halve marathon
- 2006:  halve marathon van Algarve - 1:11.56
- 2007:  halve marathon van Porto - 1:20.09
- 2009:  Great North Run - 1:09.08
- 2009:  halve marathon van Ovar - 1:10.29
- 2011:  halve marathon van Ostia - 1:09.10
- 2011:  Great North Run - 1:09.27
- 2011:  halve marathon van Ovar - 1:09.13
- 2012:  halve marathon van Funchal - 1:16.38
- 2012:  halve marathon van Foz do Iguazu - 1:14.28
- 2013: 8e halve marathon van Portugal - 1:13.52
- 2014: 4e halve marathon van Marugame - 1:11.57
- 2016:  halve marathon van Barcelona - 1:10.58
- 2016:  EK - 1:10.55
- 2017:  halve marathon van Barcelona - 1:10.36

### marathon
- 2011: 7e marathon van Londen - 2:24.33
- 2012: 8e marathon van Londen - 2:24.59
- 2012: 6e OS - 2:25.11
- 2013:  marathon van Yokohama - 2:29.11
- 2014: 6e marathon van Londen - 2:24.25
- 2014:  EK - 2:25.41
- 2016: DNF OS
- 2017:  marathon van Hamburg - 2:25.30

### veldlopen
- 1998: 12e EK U20 in Ferrara (3,6 km) - 12.25
- 1999: 8e EK U20 in Velenje (3,35 km) - 13.11
- 1999:  EK landenklassement
- 2000:  Cross Le Maine Libre-Allonnes (4 km) - 14.02
- 2000:  EK U20 in Malmö (3,76 km) - 12.55
- 2000: 32e WK U20 in Vilamoura (6 km) - 22.15
- 2001: 57e WK in Oostende (4,1 km) - 16.25
- 2002: 16e EK,  landenklassement
- 2004: 61e WK in Brussel (4 km) - 14.33
- 2005:  Portugese kamp. in Almeirim (20 km) - 1:09.21
- 2005: 30e EK in Tilburg (6,5 km) - 20.44
- 2005: 31e WK in Saint Galmier (4,196 km) - 14.20
- 2006:  Portugese kamp. in Vagos (4 km) - 14.31
- 2006:  Portugese kamp. in Guimarães (8 km) - 29.03
- 2006: 9e EK in San Giorgio su Legnano (8 km) - 25.38,  landenklassement
- 2006: DNF WK in Fukuoka (8 km)
- 2007:  Portugese kamp. in Campo Maior (8 km) - 28.30
- 2007: 12e WK in Mombasa (8 km) - 28.21
- 2007: 11e EK in Toro (8,2 km) - 27.32,  landenklassement
- 2008:  Portugese kamp. in Porto (8 km) - 26.21
- 2008:  EK in Brussel (8 km) - 27.54,  landenklassement
- 2008: DNF WK in Edinburgh (8 km)
- 2009: 4e EK in Dublin (8 km) - 28.11, ( in landenklass.)
- 2010:  EK in Albufeira (8,17 km) - 26.52, ( in landenklass.)
- 2010: 21e WK in Bydgoszcz (7,76 km) - 26.02

- World Athletics: 14294784
- Virtual International Authority File: 310667323